# 西尚美
西尚美（3月13日—），日本漫畫家，本名西田尚子，北海道三笠市出身。

## 經歷
小學時立志成為漫畫家，高中畢業後曾在札幌市的律師事務所工作。
西元1976年以〈ティータイム〉在《別冊少女フレンド》1月號增刊出道。
1985年作品《まひろ体験》獲得第9屆講談社漫畫賞少女部門賞。 

## 作品
目前有正式授權中文翻譯的西尚美作品：《婆媳戰爭》、《幸福動物園》、《塵封的記憶》、《美人第6感》、《最愛美人香》、《美女偵探》。